# M.S. 도니: 더 언톨드 스토리
M.S. 도니: 더 언톨드 스토리(M.S. Dhoni: The Untold Story)는 인도에서 제작된 니라이 판데이 감독의 2016년 드라마 영화이다. 아누팜 커 등이 주연으로 출연하였다.

## 출연

### 주연
- 아누팜 커
- 서샨트 싱 라즈풋